# Þingvallaskógur
Þingvallaskógur är en skog i republiken Island.   Den ligger i regionen Suðurland, i den sydvästra delen av landet, 40 km öster om huvudstaden Reykjavík.